# The Orb
The Orb is een Engelse psychedelische ambient-techno-dubgroep rond Alex Paterson. De samenstelling van de groep wisselt, hoewel Thomas Fehlmann door de jaren heen een terugkerend vooraanstaand medewerker is geweest. The Orb wordt gezien als een belangrijk onderdeel van de golf van ambient house die de wereld begin jaren 90 overspoelde.

## Begin
The Orb begon in 1988 als samenwerking tussen Alex Paterson (1960) en Jimmy Cauty (1956). In 1989 debuteerden ze met de single met de opvallend lange titel A Huge Ever Growing Pulsating Brain That Rules from the Centre of the Ultraworld. Het nummer bevat een sample van Lovin' You van Minnie Riperton en kreeg een notering in de Britse hitparade, ondanks de lengte van rond de twintig minuten. De sample was illegaal wegens auteursrecht, waardoor er een 'gecleande' versie moest komen. Volgend op de release van het nummer kreeg de groep een opdracht voor een remix van de hit Lily Was Here van David A. Stewart en Candy Dulfer. Paterson was ook betrokken bij de productie van het album Chill Out van The KLF, de andere groep waar Cauty deel van uitmaakte. De dubbelrol van Cauty zorgde voor conflicten. Zo voelde Paterson zich bedrogen doordat hij geen credits kreeg voor zijn werk voor Chill Out. Bovendien wilde Paterson de muziek niet uitbrengen op het KLF Communications-label om te voorkomen dat the Orb een zijproject van The KLF zou worden. Zodoende ging het duo in april van 1990 uit elkaar. Cauty nam een groot deel van het geproduceerde werk dat voor het eerste album bedoeld was mee. Hij verwijderde de bijdragen van Paterson en bracht onder de naam Space het gelijknamige album als resultaat uit. Paterson begint opnieuw en neemt daarna met Martin Glover de single Little Fluffy Clouds op, die draait rondom een interview met Rickie Lee Jones. De sample van dit interview kon na een schikking in het nummer blijven. Het nummer werd een top 10-hit in het Verenigd Koninkrijk.

## Albums
Glover bleef niet permanent bij The Orb. Zijn plaats werd in 1991 ingenomen door Kris Weston (1968). Ook Thomas Fehlmann was vanaf die periode zo nu en dan betrokken. Daarnaast werd Andy Falconer aangetrokken, die kortstondig deel uitmaakte van de groep. In het voorjaar van 1991 verscheen The Orb's Adventures Beyond the Ultraworld. Dit album bevestigde de goede reputatie van de groep. The Orb kreeg daardoor een uitnodiging voor een van de Peel Sessions van John Peel. Ook leverde Paterson een bijdrage aan het album Screamadelica van Primal Scream. Weston deed dit bij Fortran 5 op het album Blues. Een jaar later deed U.F. Orb, waaraan Martin Glover, Jah Wobble, Steve Hillage en Slam hun medewerking verleenden, het nog beter. In eigen land bereikte het album de eerste plaats in de albumlijsten. Ook het nummer Blue Room werd een grote hit. Als liveact was The Orb eveneens populair. In 1993 verscheen het livealbum Live 93, dat de medewerking van Simon Phillips en Nick Burton bevat. Burton zou ook op een aantal latere uitgaven van The Orb nog verschijnen als medewerker. In 1993 maakt hij voor Mixmag ook een mixalbum samen met The Irresistible Force. Samen met Robert Fripp werd het project FFWD (Fehlmann, Fripp, Weston, Dr. Paterson; de 'D' zou hier ook voor Patersons werkelijke voornaam Duncan kunnen staan) opgezet. De naam verwijst naar de afkorting voor "fast forward" oftewel "vooruitspoelen". Met dit project werd in 1994 een titelloos album uitgebracht.

## Magere jaren
In 1994 verliet Weston de groep. Hij werd vervangen door Andy Hughes en Thomas Fehlmann. De platen die daarna verschenen, bleken steeds ontoegankelijker (Pomme Fritz en Orbus Terrarum). Daarmee verloor The Orb langzaam zijn prominente positie in het dancelandschap. Een krachtige opleving (Orblivion) ten spijt, bleef The Orb een groep die actief was onder de oppervlakte. De albums Cydonia (2001) en Bicycles & Tricycles (2004) zijn eigenlijk vrijwel onopgemerkt gebleven. Ook was het eigen internetlabel Badorb.com geen lang leven beschoren. Ayumi Hamasaki was een van de artiesten die er werk op uitbracht. Het label was onsuccesvol en werd opgedoekt. Na het album Cydonia, waarvan de release twee jaar was uitgesteld, verliet Hughes de groep. Wel werd Once More, een opvallend popachtig nummer met zang van Aki Omori, nog een klein hitje.

## Kompakt
Vanaf 2002 ging The Orb muziek uitbrengen via het Keulse Kompakt-label. De groep leek hiermee in eerste instantie tevens een nieuwe muzikale weg in te slaan. De 'kale' (dat wil zeggen: zonder de typische absurde vocale samples van The Orb) en meer op minimale techno leunende composities, die op een aantal Kompakt-ep's werden uitgebracht, geven wat inzicht in het album Okie Dokie It's The Orb on Kompakt, dat eind oktober 2005 verscheen. In 2007 deed The Orb ook een bijdrage aan het album Snapshots-Sidesteps van Hans-Joachim Roedelius. Met hem maken ze het nummer Elektrum.
Met het album The Dream uit 2008 keerde The Orb, zij het met de toevoeging van een pop-element, qua productie meer terug naar zijn traditionele stijl. Aan dit album werkte Fehlmann niet mee. In oktober 2010 verscheen het album Metallic Spheres met David Gilmour. Dit album bestaat uit twee lange nummers. In november 2011 bracht The Orb een korte film inclusief soundtrack en remixen uit onder de titel C Batter C. Het album The Orbserver in the Star House met Lee "Scratch" Perry verscheen in 2012. In juni 2013 kwam op dit album een vervolg uit, More Tales from the Orbservatory, wederom met Lee Perry. Het album Moonbuilding 2703 AD verscheen in 2015. Op dit album combineert The Orb zijn wortels met het minimalisme van de tot dan toe verschenen Kompakt-uitgaven. Het album COW / Chill Out, World! volgde in 2016.

## Cooking Vinyl
In 2018 kwam No Sounds Are Out of Bounds uit op Cooking Vinyl. Dit album bracht twee singles voort: Doughnuts Forever en Rush Hill Road. Zoals vaker het geval bij The Orb, is het album een samenwerking met verscheidene artiesten. Onder meer Roger Eno, Hollie Cook, Guy Pratt, Jah Wobble, Gaudi, Roney FM, Youth en Michael Rendall werkten mee.
In maart 2020 verscheen op Cooking Vinyl het album Abolition of the Royal Familia, voorafgegaan door de single Pervitin (Emire Culling & The Hemlock Stone Version). Op het album werkt Paterson samen met onder meer Michael Rendall (ditmaal zijn voornaamste medewerker), Roger Eno, Youth, Steve Hillage en Miquette Giraudy (van Gong).

## Discografie

### Studioalbums
- 1991: The Orb's Adventures Beyond the Ultraworld
- 1992: U.F.Orb
- 1994: Pomme Fritz
- 1995: Orbus Terrarum
- 1997: Orblivion
- 2001: Cydonia
- 2004: Bicycles & Tricycles
- 2005: Okie Dokie It's The Orb on Kompakt
- 2008: The Dream
- 2010: Metallic Spheres (met David Gilmour)
- 2012: The Orbserver in the Star House (met Lee "Scratch" Perry)
- 2013: More Tales from the Orbservatory (met Lee "Scratch" Perry)
- 2015: Moonbuilding 2703 AD
- 2016:  COW / Chill Out, World!
- 2018: No Sounds Are Out of Bounds
- 2020: Abolition of the Royal Familia
- 2023: Prism

### Compilaties, remixalbums, livealbums en overige
- 1991: Peel Sessions
- 1991: Aubrey Mixes
- 1993: Live 93
- 1996: Peel Sessions
- 1996: Auntie Aubreys Excursions Beyond the Call of Duty (The Orb Remix Project)
- 1997: Orbscure Trax
- 1998: U.F. Off (The Best of The Orb)
- 2001: Auntie Aubreys Excursions Beyond the Call of Duty (The Orb Remix Project)
- 2001: Auntie Aubreys Excursions Beyond the Call of Duty Part 2 (The Orb Remix Project)
- 2002: Badorb.com Bless You
- 2003: Back to Mine
- 2005: Orbsessions
- 2007: Orbsessions Volume II
- 2007: The Art of Chill 4
- 2007: I'll Be Black
- 2008: The BBC Sessions 1989-2001
- 2009: Tundra and Sunflakes: Ketama Live Vol.3
- 2009: Baghdad Batteries (Orbsessions Volume III)
- 2010: Impossible Oddities (met Youth)
- 2011: Tundra and Sunflakes Vol 2
- 2011: C Batter C
- 2013: History of the Future
- 2015: Further Adventures Beyond Dark Matter: Live
- 2015: History of the Future Part 2
- 2017: The Orb's Further Adventures: Live 2016

## Hitlijsten

### Albums
| Album met eventuele hitnotering(en) in de Nederlandse Album Top 100 | Datum van verschijnen | Datum van binnenkomst | Hoogste positie | Aantal weken | Opmerkingen       |
| ------------------------------------------------------------------- | --------------------- | --------------------- | --------------- | ------------ | ----------------- |
| Metallic Spheres                                                    | 08-10-2010            | 16-10-2010            | 40              | 3            | met David Gilmour |
| Moonbuilding 2703 AD                                                | 2015                  | 04-07-2015            | 84              | 1            |                   |

| Album met hitnotering(en) in de Vlaamse Ultratop 200 albums | Datum van verschijnen | Datum van binnenkomst | Hoogste positie | Aantal weken | Opmerkingen       |
| ----------------------------------------------------------- | --------------------- | --------------------- | --------------- | ------------ | ----------------- |
| Metallic Spheres                                            | 2010                  | 23-10-2010            | 58              | 1            | met David Gilmour |
| The Orbserver in the Star House                             | 2012                  | 15-09-2012            | 134             | 1            | met Lee Perry     |
| Moonbuilding 2703 AD                                        | 2015                  | 04-07-2015            | 158             | 2            |                   |
| COW / Chill Out, World!                                     | 2016                  | 22-10-2016            | 116             | 1            |                   |
| No Sounds Are Out of Bounds                                 | 2018                  | 07-07-2018            | 181             | 1            |                   |
| Abolition of the Royal Familia                              | 2020                  | 04-04-2020            | 99              | 1            |                   |